# Herbert Lindlar
Herbert Lindlar-Wilson (15 mars 1909 - 27 juin 2009), mieux connu sous le nom de Herbert Lindlar, était un chimiste anglo-suisse. Il est notamment connu pour le développement de son catalyseur d'hydrogénation, le catalyseur de Lindlar porte son nom.

## Biographie
Lindlar est né à Sheffield, en Angleterre, en mars 1909 et a déménagé en Suisse avec sa famille en 1909. Il a étudié la chimie à l'ETH Zurich et à l'Université de Berne et a obtenu son diplôme en 1939 avec une thèse « sur le comportement des acides dicarboxyliques dans la formation des uréides ». Il a ensuite rejoint la société pharmaceutique Hoffmann-La Roche. À l'exception d'une interruption de quatre ans, il a travaillé pour Hoffmann-La Roche jusqu'à sa retraite en 1974. Pendant ces quatre années à Zurich et Bâle, Lindlar a travaillé comme vice-consul anglais.
Il a eu 100 ans en mars 2009 et est décédé en juin.